# Мартин, Джанфранко
Джанфранко Мартин (итал. Gianfranco Martin, род. 15 февраля 1970 года, Генуя) — итальянский горнолыжник, призёр Олимпийских игр. Наиболее удачно выступал в комбинации.
В Кубке мира Мартин дебютировал 8 декабря 1991 года, никогда в своей карьере он не попадал даже в десятку лучших на этапах Кубка мира, лучший результат 11-е место в комбинации в январе 1992 года. Лучшим достижением в общем зачёте Кубка мира, является для Мартина 66-е место в сезоне 1991/92.
На Олимпийских играх 1992 года в Альбервиле завоевал серебро в комбинации, лишь 0,32 балла уступив победителю, своему соотечественнику Йозефу Полигу, кроме этого занял 12-е место в супергиганте и 14-е место в скоростном спуске.
На Олимпийских играх 1994 года в Лиллехаммере стал 15-м в комбинации и 29-м в гигантском слаломе.
За свою карьеру участвовал в одном чемпионате мира, на чемпионате мира 1993 года был 17-м в комбинации. Дважды побеждал на чемпионатах Италии, в комбинации, в 1992 и 1994 годах, и становился бронзовым призёром в гигантском слаломе (1991) и скоростном спуске (1993).
Завершил спортивную карьеру в 1994 году, в дальнейшем стал тренером, в основном занимаясь с инвалидами, в частности был главным тренером итальянской горнолыжной сборной на Паралимпийских играх в Ванкувере, также работал комментатором на телеканале Sky Sports. С 1988 по 1992 год служил в итальянской армии (сержант альпийских стрелков), с 1992 по 1998 год — в Государственном лесном корпусе. Награждён бронзовым крестом «За заслуги перед армией» (6 мая 1992), серебряной медалью «За спортивную доблесть» и орденом «За заслуги перед Итальянской Республикой» (10 сентября 2009).